# Música da República Democrática do Congo
Descrever a música da República Democrática do Congo é difícil, devido às excentricidades que rodeiam as significações de vários termos. O próprio país foi outrora chamado "Zaire" e é às vezes mencionado agora como Congo-Quinxassa para distingui-lo da República do Congo (ou Congo-Brazavile). Neste artigo, "Congo" vai referir-se especificamente à "República Democrática do Congo"  salvo disposição em contrário.
Fora da África, qualquer música do Congo é chamada "soukous", que mais exatamente refere-se a uma dança popular do final dos anos 1960. O termo rumba ou rock-rumba também é usado geralmente para referir-se a música congolesa, embora ambas palavras tenham as suas próprias dificuldades e nem sejam muito exatas nem exatamente descritivas. O povo do Congo não tem nenhum termo da sua própria música por si, embora eles realmente usem "muziki na biso" ("nossa música") de vez em quando.

## História

### Tempos coloniais
Desde a época colonial, Quinxassa, capital do Congo, tem sido um dos grandes centros de inovação musical, ranquingue paralelamente a Nairóbi, Lagos, Joanesburgo e Abidjã de influência. O país, no entanto, foi formado a partir de territórios controlados por diferentes grupo étnicos, muitos dos quais tinham pouco em comum um com o outro. Cada um manteve (e continuam a fazê-lo) a sua própria música popular, tradições, e existiu pequena forma de identidade musical rede pan-congolesa até a década de 1940.
Assim como grande parte da África, o Congo foi dominado durante a Segunda Guerra Mundial era da rumba, uma fusão de latim e estilos musicais africanos que vieram da ilha de Cuba. Os músicos congoleses apropriaram-se da rumba e adaptaram as suas características de seus próprios instrumentos e gostos. Depois da Segunda Guerra Mundial, a record labels começou a aparecer, inclusive CEFA, Ingomba, Loningisa e Opika, cada emissora de muitas gravações de 78rpm; Radio Congo Belge também começou transmissão durante este período. Bill Alexandre, um belga trabalhando para CEFA, trouxe guitarras elétricas para o Congo.
Primeiros músicos populares incluem Feruzi, que é dito ter popularizado a rumba durante a década de 1930 e guitarristas como Zachery Elenga, Antoine Wendo Kolosoy e, mais influentemente, Jean Bosco Mwenda. Paralelamente a rumba, outros gêneros importados como americana swing, francês cabaré e ganesa highlife também foram populares.
Em 1953 o cenário da música congolesa começou a diferenciar-se com a formação de African Jazz (liderado por Joseph "Grand Kalle" Kabasele), a primeira orquestra em tempo integral a gravar e executar, e a estreia do guitarrista de quinze anos Francois Luambo Makiadi (aka Franco). Ambos continuariam sendo algumas das principais estrelas da música congolesa. African Jazz, que incluiu Kabasele, algumas vezes chamado o pai da moderna música congolesa, bem como a lendária camaroniano saxofonista e tecladista Manu Dibango, se tornou um dos mais conhecidos grupos de África, basicamente devido aos anos 1960 "Independence Cha-Cha-Cha", que celebrou a independência do Congo e se tornou um hino para os africanos em todo o continente.

### Big bands
Na década de 1950, Quinxassa e Brazavile tornaram-se culturalmente associados, e muitos músicos moviam-se para frente e para trás entre eles, os mais importantes inclusive Nino Malapet e fundador da OK Jazz, Jean Serge Essous. Tecnologia de gravação tinha-se desenvolvido para levar em conta tempos de toques mais longos, e os músicos concentraram-se no seben, uma peça musical percussão rompe com um tempo rápido que foi comum na rumba. Tanto OK Jazz e African Jazz continuaram apresentando-se ao longo da década até African Jazz romper-se em meados dos anos 1960. Tabu Ley Rochereau e Dr. Nico então formaram African Fiesta, que incorporou novas inovações de toda a África, bem como americanos e britânicos soul, rock e country. African Fiesta, no entanto, durou apenas dois anos antes da desintegração, e Tabu Ley formou a Orchestre Afrisa Internacional no lugar, mas este novo grupo não foi capaz de rivalizar com OK Jazz em influência por muito tempo.
Muitos dos mais influentes músicos da história do Congo surgiram de uma ou mais destas grandes bandas, incluindo Sam Mangwana, Ndombe Opetum, Vicky Longomba, Dizzy Madjeku e Kiamanguana Verckys. O Mangwana foi o mais popular desses solo perfumistas, guardando um fanclube leal mesmo mudando de Vox Africa e Festival des Marquisards para Afrisa, seguido por OK Jazz e um regresso à Afrisa antes de fundar um grupo africano ocidental chamado de African All Stars. A Mose Fan Fan do OK Jazz também provou que influencia, trazendo a rumba congolesa para a África Oriental, especialmente Quénia, depois de mover-se para lá em 1974 com Somo Somo. Rumba também se espalhou pelo resto da África, com Pamela M'ounka e Tchico Thicaya de Brazavile que se deslocaram para Abidjã e Ryco Jazz adotando o som congolês para as Antilhas francesas. No Congo, alunos da Gombe High School ficaram hipnotizados com o rock americano e funk, especialmente depois que James Brown visitou o país em 1969. Los Nickelos e Thu Zahina surgiram do Gombe High, com o antigo movimento de Bruxelas, e este último, embora existido apenas brevemente, tornando-se lendário palco para a sua etapa enérgica mostra que incluiu frenético, tambores funky durante o seben e muitas vezes um som psicodélico. Este período no final dos anos 60 é a era soukous, embora o termo soukous agora tenha um significado muito mais amplo, e refere-se também a todos os desenvolvimentos subsequentes na música congolesa.

### Zaiko e pós Zaiko
Stukas e Zaiko Langa Langa foram as duas bandas mais influentes a surgir desta época, com Zaiko Langa Langa começando a ser um importante motivo de músicos como Pepe Feli, Bozi Boziana, Evoloko Jocker e Papa Wemba. Uma suave, 'mellower pop som' desenvolvida no início dos anos 1970, liderada por Bella Bella, shama shama e Lipua Lipua, enquanto Kiamanguana Verckys promoveu um áspero garagem - como o som que lançou a carreira de Pepe Kalle e Kanda Bongo Man, entre outros.
Até o início da década de 1990, o cenário da música popular congolesa tinha diminuído terrivelmente. Muitos dos mais populares músicos da época clássica tinha perdido sua margem ou morreram, e pelo regime do presidente Mobutu continuar a reprimir música indígena, reforçando status de Paris como um centro para a música congolesa. Pepe Kalle, Kanda Bongo Man e Rigo Starr estavam todos em Paris e foram os mais populares músicos congoleses. Novos gêneros como madiaba e mutuashi de Tshala Mwana conseguido alguma popularidade. Quinxassa ainda tinha músicos populares, no entanto, incluiu Bimi Ombale e Dindo Yogo. Em 1993, muitas das maiores bandas indivíduais e bandas na história do Congo foram reunidas para um evento que ajudou a revitalizar a música congolesa, e também deslanchar as carreiras de bandas como a popular Swede Swede. Ao longo da década de noventa, um artista que dominou o cenário musical, é congolês Koffi Olomide, colecionando uma série de prêmios, ao longo, incluindo um recorde quebrado Kora Awards quatro.